# Xã Menno, Quận Marion, Kansas
Xã Menno (tiếng Anh: Menno Township) là một xã thuộc quận Marion, tiểu bang Kansas, Hoa Kỳ. Năm 2010, dân số của xã này là 330 người.